# Wybór Zofii (powieść)
Wybór Zofii (ang. Sophie's Choice) – psychologiczna powieść obyczajowa autorstwa Williama Styrona z 1979 roku. W 1982 na podstawie książki powstał nagradzany film pod tym samym tytułem w reżyserii Alana J. Pakuli z Meryl Streep, Kevinem Kline’em i Peterem MacNicolem w rolach głównych.

## Treść
Akcja rozgrywa się w 1947 r. Pisarz Stingo po zwolnieniu z wydawnictwa zamieszkuje w tanim hotelu na Brooklynie, gdzie chce skupić się na pracy literackiej. Poznaje dwójkę innych lokatorów, Polkę Zofię Zawistowską, byłą więźniarkę Auschwitz i żydowskiego naukowca Nathana, który okazuje się być schizofrenikiem i narkomanem. Zofia opowiada Stingo historię swego życia, w tym najtrudniejszy moment – pobyt w obozie koncentracyjnym, gdzie musiała dokonać tragicznego wyboru i poświęcić jedno ze swych dzieci. Szaleństwo i trauma tworzą wybuchową mieszankę i prowadzą do tragicznego końca.
Ojciec Zofii, profesor Biegański, był przed wojną antysemitą wzywającym do eksterminacji Żydów. Zofia przemyca jego broszurę do obozu, gdzie próbuje uratować przy jej pomocy syna.

## Wyróżnienia
Powieść zdobyła w USA nagrodę National Book Award for Fiction w 1980 r. Znalazła się także na liście 100 książek XX wieku według Le Monde.